# Saint-Aubin-le-Guichard
Saint-Aubin-le-Guichard település Franciaországban, Eure megyében. Lakosainak száma 297 fő (2018. január 1.). Saint-Aubin-le-Guichard Mesnil-en-Ouche, Beaumont-le-Roger, Corneville-la-Fouquetière és Gouttières községekkel határos.

## Népesség
A település népessége az elmúlt években az alábbi módon változott:
| Lakosok száma | 244  | 244  | 219  | 228  | 231  | 286  | 298  | 310  | 313  | 297  |
|               | 1962 | 1968 | 1982 | 1990 | 1999 | 2008 | 2011 | 2013 | 2017 | 2018 |